# Бєлоусов Іван Олексійович
Іва́н Олексі́йович Бєлоу́сов (нар. 27 листопада (9 грудня) 1863, Москва — †7 січня 1930) — російський письменник і перекладач.

## Біографія
Народився у Москві. Писав вірші, оповідання, в яких поетизував природу, працю простих людей («З пісень про працю», 1897).
Перекладач поезій Шевченка, автор статей і нарисів про нього. Вперше видав переклади 1887; друкував їх у горьковському видавництві «Знание» («Кобзар», 1906). Заборонені вірші Шевченка в перекладі Бєлоусова видано після 1917 («Заборонений Кобзар», 1922).

## Твори
- [Перекл.] Из «Кобзаря» Т. Г. Шевченко. К., 1887;
- Думы и песни Кобзаря. М., 1909;
- Шевченко Т. Г. Кобзарь. М., 1919; В кн.: Шевченко Т. Кобзарь. М., 1954;
- Тарас Григорович Шевченко. Нарис. [Перекл. з рос] К., 1920.